# Maria Margareta d’Youville

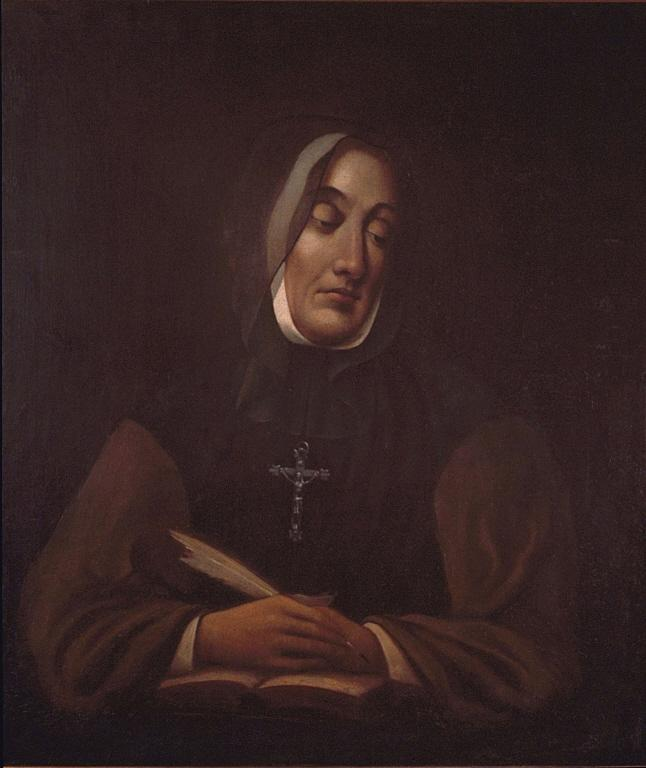
Hl. Maria Margareta d’Youville

Maria Margareta d’Youville, geb. Dufrost de Lajemmerais (* 15. Oktober 1701 in Varennes, Kanada; † 23. Dezember 1771 in Montreal) war eine kanadische Ordensgründerin und ist eine Heilige der römisch-katholischen Kirche.

## Leben
Maria-Marguerite Dufrost de Lajemmerais – so ihr Geburtsname – war die älteste Tochter von Christophe Dufrost de Lajemmerais, einem Hauptmann der französischen Kolonialtruppe, und Marie-Renée Gaultier; La Vérendrye, der Entdecker der Rocky Mountains, war ein Bruder ihrer Mutter. Der Vater starb, als sie sieben Jahre alt war, und ließ die sechsköpfige Familie in großer Armut zurück. Dennoch wurde es Marguerite durch den Einfluss des Urgroßvaters Pierre Bouche ermöglicht, zwei Jahre im Ursulinen-Konvent Québec unterrichtet zu werden. Anschließend unterstützte sie ihre Mutter bei der Erziehung ihrer Geschwister.
1722 heiratete sie François d’Youville, der illegal mit Alkohol handelte. Da er aber wenig Interesse am Familienleben zeigte und häufig abwesend war, verlief die Ehe unglücklich. Er erkrankte schwer und starb 1730. Vier der sechs gemeinsamen Kinder starben schon in jungen Jahren.
Nachdem die beiden verbliebenen Söhne die Priesterweihe empfangen hatten, widmete sich d’Youville der Armenfürsorge und nahm eine blinde Frau bei sich auf. Bald schlossen sich ihr weitere junge Frauen an, um sich gemeinsam für die Armen einzusetzen. Im Dezember 1737 legten sie ihre Gelübde ab. Aus einem Heim, das sie mit weiteren Schwestern betrieb, entstand mit der Zeit der Orden „The Sisters of Charity of the Hôpital Général of Montreal“ (Sœurs de la Charité), welcher jedoch unter einer Spottbezeichnung aus seiner Frühzeit als Graue Schwestern bekannter ist. D’Youville nahm den Ordensnamen Maria Margareta an und wurde die erste Generaloberin des Ordens. Die auch Mutter der Armen genannte Ordensschwester wurde 1747 mit der Leitung des heruntergekommenen Charon Brothers Hospital in Montreal beauftragt. Der Wiederaufbau gelang, aber 1765 wurde das Hospital bei einem Brand zerstört.
Es folgten Ordensniederlassungen in Kanada, in den USA und Südamerika, die sich bis heute vor allem um Frauen in Not, Waisen, Gefangene, Kriegsopfer und Flüchtlinge kümmern sowie Frauenhäuser und Hospitäler verwalten. Zahlreiche Kirchen, Schulen und Frauenhäuser sind nach d’Youville benannt, hauptsächlich in Kanada und den USA, aber auch in Afrika und Lateinamerika.
1959 wurde d’Youville von Papst Johannes XXIII. selig- und 1990 von Papst Johannes Paul II. heiliggesprochen. Damit ist Maria Margareta d’Youville die erste geborene Kanadierin, die heiliggesprochen wurde. 2003 wurde sie postum in die Canadian Medical Hall of Fame aufgenommen.

## Gedenktage
Der Gedenktag für Maria Margareta d’Youville in der Liturgie ist der 23. Dezember, in Kanada auch der 16. Oktober.

## Nationale Würdigung
Die kanadische Bundesregierung ehrte d’Youville am 1. Januar 1973 für ihr caritatives Wirken und erklärte sie zu einer „Person von nationaler historischer Bedeutung“.